# Mars Di Bartolomeo
Mars Di Bartolomeo (Dudelange, 27 giugno 1952) è un politico lussemburghese.
Dopo aver frequentato il liceo ad Esch-sur-Alzette, ha lavorato per il quotidiano Tageblatt (insieme al Luxemburger Wort fra i più importanti del paese), dal 1972 fino al 1984, quando diventa segretario parlamentare per il Partito Operaio Socialista Lussemburghese. Nel 1987 diventa consigliere municipale e nel 1989 viene eletto alla Camera dei deputati.
Il 1º gennaio del 1994, Di Bartolomeo diventa sindaco di Dudelange.
Nel 2004 viene eletto ministro della Sanità.